# Joseph Stadler
Joseph Francis Stadler (Cleveland, 12 giugno 1880 – Temple City, 25 febbraio 1950) è stato un altista e triplista statunitense.

## Biografia
Si sa ben poco sul conto di questo atleta: prese parte ai Giochi olimpici di Saint Louis 1904 e conquistò la medaglia d'argento nel salto in alto da fermo e il bronzo nel salto triplo da fermo. Fu probabilmente il primo atleta afroamericano a vincere una medaglia olimpica. Tuttavia, essendo ignoto l'ordine in cui vennero disputate le gare, questo primato viene conteso con il connazionale George Poage.

## Palmarès
| Anno | Manifestazione  | Sede      | Evento          | Risultato | Prestazione | Note |
| ---- | --------------- | --------- | --------------- | --------- | ----------- | ---- |
| 1904 | Giochi olimpici | St. Louis | Alto da fermo   | Argento   | 1,44 m      |      |
| 1904 | Giochi olimpici | St. Louis | Triplo da fermo | Bronzo    | 9,60 m      |      |